# Аквилония
Аквилония (на италиански: Aquilonia, Акуилония) е село и община в провинция Авелино, регион Кампания, Южна Италия. Има 1879 жители (31 декември 2009).
Селището е част на планинската комуна Comunità Montana Alta Irpinia.
В съседство се намират градовете Бизача (Bisaccia), Калитри (Calitri), Лачедония (Lacedonia), Мелфи, Монтеверде (Monteverde) и Рионеро ин Вултуре (Rionero in Vulture).
Покровител на града e San Vito.
През 293 пр.н.е. при Аквилония се състои битка между самнитите и римляните, в която побеждават римските консули Луций Папирий Курсор, Спурий Карвилий Максим и проконсулът в Самниум Луций Волумний Флама Виолент.